# Distrito de Castries
Castries es uno de los diez distritos en los que se divide Santa Lucía, un pequeño país insular ubicado en las Antillas Menores, en aguas del mar Caribe.
La capital del país, Castries, se localiza en este distrito. 

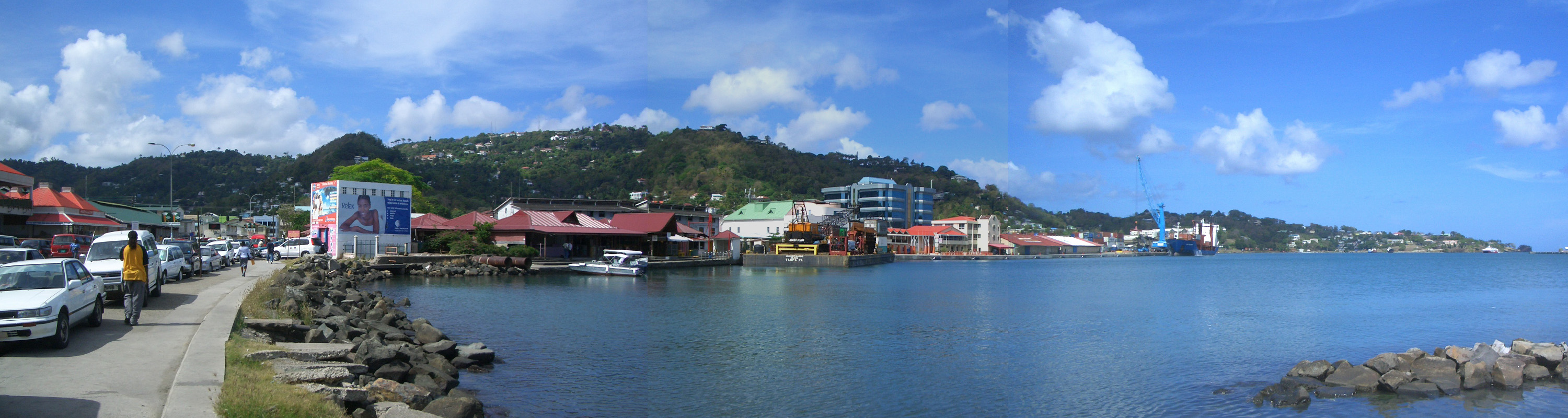
Panorama costero de Castries.

## Demografía
Según censo 2001 contaba con 61.317 habitantes. La estimación 2010 refiere a 67.079 habitantes.

## Organización territorial
El distrito está formado por ciento veintinueve localidades:
- Active Hill
- Agard Lands
- Almondale
- Aurendel Hill
- Babonneau
- Bagatelle
- Balata (parcial)
- Banannes Bay
- Barnard Hill
- Barre de l'Isle (parcial)
- Barre Denis
- Barre Duchaussee
- Barre St. Joseph
- Belair
- Bella Rosa
- Bexon
- Bishop's Gap/Ghirawoo Road
- Bissee
- Black Mallet
- Bocage
- Bois Catchet
- Bois Patat
- Cabiche
- Cacoa
- Calvary
- Capital Hill
- Carellie
- Castries
- Cedars
- Chase Gardens
- Chassin
- Choc (parcial)
- Choppin
- Ciceron
- City
- City Gate
- Conway
- Coolie Town
- Coubaril
- Crownlands
- Cul de Sac
- Darling Road
- Deglos
- Derriere Fort/Old Victoria Road
- Dubrassay
- Durandeau (parcial)
- En Pois Doux (parcial)
- Entrepot
- Faux a Chaud
- Ferrand
- Floissac
- Fond Assau
- Fond Canie
- Fond Manger
- Forestiere
- Garrand (parcial)
- George Charles Boulevard
- Georgeville
- Giraud
- Goodlands
- Grass Street
- Green Gold
- Guesneau
- Hill 20
- Hill Crest Gardens
- Hospital Road
- Independence City
- John Compton Highway
- La Carriere
- La Clery
- La Croix Chaubourg (parcial)
- La Croix Maingot
- La Pansee
- La Toc
- Labayee
- Lanse Road
- Lastic Hill
- Leslie Land
- Maimi
- Marc
- Marchand
- Marigot
- Maynard Hill
- Monkey Town
- Morne Assau
- Morne Dudon
- Morne Road
- Morne Rouge
- Mount Plesant
- New Village
- Odsan
- Paix Bouche (parcial)
- Patterson's Gap
- Pavee
- Peart's Gap
- Perou
- Piton Flore (parcial)
- Pointe Seraphine
- Quatre Chemins
- Ravine Chabot
- Ravine Poisson
- Ravine Touterelle
- Resinard (parcial)
- Rock Hall
- Rose Hill
- Sand de Feu
- Sarot
- Soucis
- Summersdale
- Sunbilt
- Sunny Acres
- Talvern (parcial)
- Tapion
- The Morne
- Thomazo (parcial)
- Ti Colon
- Ti Rocher
- Tourat
- Trois Piton
- Trou Cochon
- Trou Florent
- Trou Rouge
- Union (parcial)
- Vanard (parcial)
- Vide Bouteille
- Vigie
- Waterwork
- Wilton's Yard/Grave Yard
- Yorke Hill